# Daaquam (canton)
Pour les articles homonymes, voir Daaquam.
Daaquam est un canton canadien de forme irrégulière de la région de la Chaudière-Appalaches.  Il fut proclamé officiellement le 30 novembre 1861.  Il couvre une superficie de 17 120 hectares.
Le canton a été divisé en 9 rangs, le premier rang qui est le plus au nord compte 55 lots. Les rangs II, III et VI comptent 29 lots chacun. Les rangs IV et V comptent respectivement 19 lots et 21 lots car leurs extrémités ouest n'ayant pas été concédés. Le rang VII qui suis la délimitation de la frontière canado-américaine compte 45 lots. Finalement, les rangs A et B qui sont perpendiculaires aux autres comptent 47 lots chacun. L'est du canton n'ayant jamais été concédé.
Le canton comprend la partie sud de la municipalité de paroisse de Saint-Camille-de-Lellis.
Autrefois, le canton était administré par la municipalité des townships unis de Roux, Bellechasse et Daaquam, qui est aujourd’hui la municipalité de Saint-Magloire.

## Toponymie
Le toponyme Daaquam tire son nom de la rivière Daaquam qui est la frontière du canton au nord.